# 德里克·雷德蒙德
德里克·雷德蒙德（英語：Derek Anthony Redmond，1965年9月3日—） ，已退役的英國田徑運動員。他曾是英國400公尺短跑的紀錄保持者，並在世界田徑錦標賽及歐洲田徑錦標賽獲得4×400公尺接力的金牌。
1992年巴塞隆納奧運會期間，雷德蒙德在400公尺準決賽時不慎使其大腿後肌完全撕裂。他以單腳跳方式嘗試繼續向終點邁進，最後在其父親吉姆·雷德蒙德（英語：Jim Redmond）的攙扶下完成比賽，並獲得觀眾起立致敬。即使雷德蒙德最後並未晉級、也因有外力介入而被大會記錄為未完賽（英語：Did Not Finish, DNF），該場比賽仍在奧運會史上廣為人知。

## 個人生活
德里克·雷德蒙德1965年出生於英國白金漢郡布萊奇利的印度裔家庭，他在北安普敦郡就讀的學校後來以他的名字為其多功能體育館命名。雷德蒙德是紐卡索聯的球迷。
1994年雷德蒙德在北安普敦與英國游泳運動員莎龍·戴維斯成婚，育有一子一女。兩人在2000年離婚。2011年，雷德蒙德與玛利亚·耶茨（Maria Yates）再婚。
2014年8月，雷德蒙德與其他共兩百位公眾人物簽署了一封給衛報的反對蘇格蘭獨立公投信函。

## 田徑生涯
雷德蒙德在1985年以44.82秒的成績打破400公尺的國家紀錄，雖然羅傑·布萊克隨即超越，他仍於1987年再度成為紀錄保持人。1986年，雷德蒙德與隊友在歐洲田徑錦標賽贏得4×400公尺接力的金牌。隔年的世界田徑錦標賽則在同一項目奪下銀牌。
1991年世界田徑錦標賽，雷德蒙德所屬的英國隊在4×400公尺接力擊退了賽前較被看好的美國隊獲得金牌，他在決賽中擔任第二棒，與羅傑·布萊克、約翰·里吉斯及克里斯·阿卡布西跑出當時史上第二快的4×400公尺接力成績。
傷勢持續地中斷雷德蒙德的運動員生涯，1988年漢城奧運，他在400公尺初賽前90秒因阿基里斯腱受傷而退賽。1992年巴塞隆納奧運前，他已接受八次手術。

### 1992年夏季奧林匹克運動會
當時雷德蒙德保持著良好狀態，400公尺初賽及半準決賽皆獲得第一名。但在準決賽進行到250公尺時他的大腿後肌不慎撕裂，雷德蒙德先是踉蹌幾步，才痛苦地跌倒在地。抬擔架的工作人員試圖接近他，但雷德蒙德堅持要抵達終點。他開始沿著跑道緩步前進，此時父親吉姆·雷德蒙德越過警衛的阻撓從觀眾席進入賽場，攙扶德里克回到跑道並持續向前方移動。雷德蒙德以父親的肩膀作為支撐，完成最後的路程。當他們跨越終點線時，現場六萬五千名觀眾為兩父子起立致敬。然而因為德里克是在吉姆的幫助下通過終點，大會最終將其成績紀錄為未完賽（DNF）。
2008年，雷德蒙德出現在Visa的Go World系列奧運廣告。影片由摩根·費里曼擔任旁白，內容提到他1992年的故事，並描述「他和他的父親敬陪末座，但他們完成了比賽」。
2012年1月10日，雷德蒙德的父親成為倫敦奧運的火炬手之一。

## 退役
巴塞隆納奧運會過後兩年，雷德蒙德被外科醫師宣告他無法再從事短跑運動及代表國家隊出賽。雖然失去田徑場上的機會，他受到父親的鼓勵開始將注意力轉向其他運動，並效力於英國職業籃球聯盟球隊伯明罕子彈。
雷德蒙德曾擔任英國田徑協會短跑與跨欄項目的發展部主任。1994年，他在英國電視節目角鬥士的名人挑戰中獲勝。雷德蒙德也擔任過Eurosport的評論員，並主持過一檔ITV的籃球節目。2013年，雷德蒙德以47歲之齡代表友人的摩托車隊參與了曼島TT賽。
現今雷德蒙德在各地演講，以4×400公尺接力奪牌及巴塞隆納奧運會的故事激勵他人。

## 外部連結
- 官方网站
- YouTube上的Derek Redmond's inspirational 400m Race at Barcelona 1992
- Derek Redmond在的頁面
- Derek Redmond在互联网电影资料库（IMDb）上的資料（英文）